# 大阪市立加美東小学校
大阪市立加美東小学校（おおさかしりつ かみひがし しょうがっこう）は、大阪府大阪市平野区にある公立小学校。地域の児童数の増加により、1977年に大阪市立加美小学校より分離開校した。
学校建設工事の際、弥生時代から古墳時代初期にかけての集落跡・加美遺跡が発見された。加美遺跡から出土した土器や農具などは、校内に設置された「加美遺跡資料館」で保存されている。

## 沿革
- 1977年4月1日 - 大阪市立加美東小学校として開校。当初は大阪市立加美小学校内に仮校舎を設置。
- 1978年2月22日 - 現在地に校舎完成し、移転。
- 1978年12月1日 - 加美遺跡資料館が完成。

## 通学区域
- 大阪市平野区 加美東3丁目・5丁目・6丁目・7丁目の全域、加美東4丁目（一部を除く）。

卒業生は基本的に大阪市立加美南中学校に進学する。

## 交通
- おおさか東線 新加美駅 西へ約300m。
- 関西本線（大和路線） 加美駅 西へ約500m。